# Don't Start Now
"Don't Start Now" é uma canção gravada pela cantora britânica Dua Lipa para seu segundo álbum de estúdio, Future Nostalgia (2020). Lipa escreveu a canção com Caroline Ailin, Emily Warren e o seu produtor Ian Kirkpatrick. Foi lançada pela Warner Records em 31 de outubro de 2019 como o primeiro single do álbum.
"Don’t Start Now" recebeu críticas positivas após seu lançamento, com muitos críticos observando um crescimento significativo no som e nos vocais de Lipa. Os críticos também elogiaram o uso de sons dos anos 1980 e disco por se destacar entre outros lançamentos pop na época. No 63º Grammy Awards, a canção foi indicada em três categorias: Gravação do Ano, Canção do Ano e Melhor Performance Solo de Pop. A canção alcançou o número dois na UK Singles Chart e na Billboard Hot 100 do EUA, superando a canção "New Rules" (2017) de Lipa por se tornar seu single mais bem sucedido no último. No Reino Unido, a canção registou o sexto top 10 mais longo da parada, e bateu o recorde com mais semanas no top 10 sem chegar ao número um.
"Don't Start Now" é considerada o início de um renascimento da música disco em 2020, já que a música de estilo urbano e downtempo já dominava a música mainstream. O videoclipe foi dirigido por Nabil Elderkin e filmado no Brooklyn. Ele apresenta Lipa dançando em uma boate lotada e um baile de máscaras. Para promover a canção, Lipa a apresentou em muitos programas de televisão e prêmios, incluindo no MTV Europe Music Awards de 2019, American Music Awards de 2019 e no Mnet Asian Music Awards de 2019.

## Antecedentes e composição
"Don't Start Now" foi composta pela cantora, com o auxílio de Caroline Ailin, Ian Kirkpatrick e Emily Warren, com produção de Kirkpatrick. Em termos musicais, "Don't Start Now" é uma canção disco, com tendências do house, funk e synthpop, reminiscente a produções dos anos 1980, contendo o uso de sintetizadores, violino e baterias.
Em outubro de 2019, Lipa removeu todas as suas postagens nas mídias sociais em preparação para o lançamento de "Don't Start Now". Em 15 de outubro, foram divulgadas fotos feitas por um fotógrafo, onde mostrava Dua gravando um vídeo musical em Nova Iorque, usando um jaleco amarelo e um cigarro na mão. O interessante é que uma claquete com o título "Don't Start Now" pode ser vista em uma das fotos. Em 22 de outubro de 2019, a cantora postou dois teaser para promover a canção, um onde a cantora aparece com uma roupa amarela e sensualizando em uma cadeira ao som da canção e o outro ela sensualiza deitada, ambos terminam com a legenda de encerramento "Don't Start Now".

## Vídeo musical
O video musical “Don't Start Now” estreou em 1º de novembro e foi promovido por um trailer no dia do lançamento da música. Foi dirigido por Nabil. O vídeo ocorre em dois ambientes distintos: um porão clube e um baile de máscaras. A cantora é visto passando por ambos enquanto dança e canta.

## Apresentações ao vivo
Dua cantou a música pela primeira vez em 1 de novembro de 2019 no Graham Norton Show. Em 3 de novembro, a música foi apresentada ao vivo durante o MTV Europe Music Awards de 2019. Em 24 de novembro, a música foi apresentada no American Music Awards de 2019. Lipa também apresentou a música no ARIA Music Awards de 2019. No dia 28 de novembro, Lipa apresentou a música no programa de televisão australiano Sunrise. Em 4 de dezembro, Lipa apresentou a música no Mnet Asian Music Awards 2019 no Japão. Em 17 de dezembro, Dua Lipa apresentou a música no final de The Voice. Em 19 de dezembro ela apresentou a música no The Tonight Show Starring Jimmy Fallon. No dia seguinte, a música foi apresentada no programa americano de televisão Good Morning America. Além disso, Lipa apresentou a música no Dick Clark's New Year's Rockin' Eve 2020. Em 9 de janeiro de 2020 Lipa apresentou a música no The Ellen DeGeneres Show. Na última festa do BBB20, em um telão online, a cantora performou a canção e ainda interpretou Break My Heart.

## Recepção crítica
Caitlin Kelley, da revista Forbes, descreveu a música como tendo uma "linha de baixo funky que poderia dar a Charlie Puth a corrida pelo seu dinheiro" até "atingir o colapso, onde as cordas infladas por disco se deformam em uma discoteca".

## Desempenho nas tabelas musicais

### Posições
| Tabela musical (2019)                             | Melhor posição |
| ------------------------------------------------- | -------------- |
| Alemanha (GfK Entertainment Charts)               | 10             |
| Argentina (Argentina Hot 100)                     | 33             |
| Austrália (ARIA Charts)                           | 2              |
| Áustria (Ö3 Austria Top 40)                       | 6              |
| Bélgica (Ultratop 40 da Flandres)                 | 2              |
| Bélgica (Ultratop 40 da Valônia)                  | 7              |
| Brasil (Top 100 Brasil)                           | 33             |
| Brasil (União Brasileira de Compositores)         | 1              |
| Bolívia (Monitor Latino)                          | 17             |
| Canadá (Canadian Hot 100)                         | 10             |
| Colômbia (National-Report)                        | 31             |
| Coreia do Sul (Gaon)                              | 113            |
| Croácia (HRT)                                     | 1              |
| Dinamarca (Tracklisten)                           | 8              |
| El Salvador (Monitor Latino)                      | 9              |
| Escócia (The Official Charts Company)             | 2              |
| Estónia (Eesti Ekspress)                          | 6              |
| Eslováquia (Singles Digitál Top 100)              | 3              |
| Eslovênia (SloTop50)                              | 4              |
| Espanha (PROMUSICAE)                              | 25             |
| Estados Unidos (Billboard Hot 100)                | 2              |
| Estados Unidos Dance/Mix Show Airplay (Billboard) | 1              |
| Estados Unidos Dance Club Songs (Billboard)       | 1              |
| Estados Unidos (Mainstream Top 40)                | 4              |
| Estados Unidos (Rolling Stone Top 100)            | 15             |
| Equador (National-Report)                         | 1              |
| Finlândia (Suomen virallinen lista)               | 13             |
| França (SNEP)                                     | 25             |
| Grécia International Digital (IFPI Grécia)        | 11             |
| Hungria (Single Top 40)                           | 3              |
| Hungria (Stream Top 40)                           | 2              |
| Irlanda (Irish Recorded Music Association)        | 1              |
| Islândia (Tonlist)                                | 31             |
| Israel (Media Forest)                             | 1              |
| Itália (Federazione Industria Musicale Italiana)  | 11             |
| Japão (Japan Hot 100)                             | 79             |
| Letónia (LAIPA)                                   | 5              |
| Líbano (The Official Lebanese Top 20)             | 7              |
| Lituânia (AGATA)                                  | 2              |
| Luxemburgo Digital Songs (Billboard)              | 4              |
| Malásia (RIAS)                                    | 7              |
| México Airplay (Billboard)                        | 2              |
| México (Monitor Latino)                           | 17             |
| Países Baixos (Dutch Top 40)                      | 2              |
| Países Baixos (Single Top 100)                    | 6              |
| Noruega (VG-lista)                                | 9              |
| Nova Zelândia (Recorded Music NZ)                 | 3              |
| Panamá (Monitor Latino)                           | 18             |
| Paraguai (Monitor Latino)                         | 12             |
| Peru (Monitor Latino)                             | 19             |
| Polónia (Polish Airplay Top 100)                  | 4              |
| Portugal (Associação Fonográfica Portuguesa)      | 12             |
| Chéquia (Rádio Top 100)                           | 2              |
| República Dominicana (SODINPRO)                   | 45             |
| Reino Unido (UK Singles Chart)                    | 2              |
| Roménia (Airplay 100)                             | 8              |
| Rússia Airplay (Tophit)                           | 7              |
| Singapura (RIAS)                                  | 6              |
| Suécia (Sverigetopplistan)                        | 12             |
| Suíça (Schweizer Hitparade)                       | 7              |
| Ucrânia Airplay (Tophit)                          | 19             |
| Venezuela (Record Report)                         | 31             |

### Tabelas mensais
| Chart (2020)               | Peak position |
| -------------------------- | ------------- |
| Brazil (Pro-Música Brasil) | 3             |

## Certificações
| Região (Empresa) | Certificação | Vendas/Streams |
| --- | ------------ | -------------- |
| México (AMPROFON) | 9× Diamante  | 2.700.000      |
| Brasil (Pró-Música Brasil) | 3× Diamante  | 480.000        |
| Polónia (ZPAV) | Diamante     | 100.000        |
| Canadá (MUSIC CANADA) | Diamante     | 800.000        |
| Austrália (ARIA) | 9× Platina   | 630.000        |
| Estados Unidos (RIAA) | 4× Platina   | 4.000.000      |
| Portugal (AFP) | 5× Platina   | 50.000         |
| Reino Unido (BPI) | 3× Platina   | 1.800.000      |
| Itália (FIMI) | 3× Platina   | 210.000        |
| Noruega (IFPI Norway) | 3× Platina   | 180.000        |
| Espanha (PROMUSICAE) | 3× Platina   | 120.000        |
| Nova Zelândia (RMNZ) | 3× Platina   | 45.000         |
| Dinamarca (IFPI DIN) | 2× Platina   | 180.000        |
| Bélgica (BEA) | 2× Platina   | 80.000         |
| Finlândia | 2× Platina   | 20.000         |
| Grécia | 2× Platina   | 12.000         |
| França (SNEP) | Platina      | 200.000        |
| Áustria (IFPI Austria) | Platina      | 30.000         |
| Alemanha (BVMI) | Platina      | 400.000        |
| Streaming |              |                |
| Coreia do Sul (KMCA) | Platina      | 100.000.000    |
| Chile (IFPI Chile) | Ouro         | 14.000.000     |
| Japão (RIAJ) | Prata        | 30.000.000     |
| *vendas baseadas apenas na certificação ^distribuições baseadas apenas na certificação ‡vendas+valores de streaming baseados apenas na certificação |              |                |

## Históricos de lançamentos
| Região         | Data                    | Formato                     | Versão                      | Gravadora    | Ref.    |
| -------------- | ----------------------- | --------------------------- | --------------------------- | ------------ | ------- |
| Mundo          | 1 de novembro de 2019   | Download digital streaming  | Versão Original             | Warner Bros. | [ 101 ] |
| Reino Unido    | 1 de novembro de 2019   | Contemporary hit radio      | Versão Original             | Warner Bros. | [ 107 ] |
| Estados Unidos | 5 de novembro de 2019   | Contemporary hit radio      | Versão Original             | Warner Bros. | [ 108 ] |
| Mundo          | 26 de novembro de 2019  | Download Digital, Streaming | Dom Dolla Remixes           | Warner Bros. | [ 109 ] |
| Mundo          | 6 de dezembro de 2019   | Download Digital, Streaming | Purple Disco Machine Remix  | Warner Bros. | [ 110 ] |
| Mundo          | 6 de dezembro de 2019   | Download Digital, Streaming | Zach Witness Remixes        | Warner Bros. | [ 111 ] |
| Mundo          | 18 de dezembro de 2019  | Download Digital, Streaming | Kungs Remix                 | Warner Bros. |         |
| Mundo          | 10 de janeiro de 2020   | Download Digital, Streaming | Remix EP                    | Warner Bros. |         |
| Mundo          | 24 de janeiro de 2020   | Download Digital, Streaming | Regard Remix                | Warner Bros. |         |
| Mundo          | 21 de fevereiro de 2020 | Download Digital, Streaming | Live In LA Remix            | Warner Bros. |         |
| Mundo          | 28 de agosto de 2020    | Download Digital, Streaming | Club Future Nostalgia Remix | Warner Bros. |         |